# 青汁

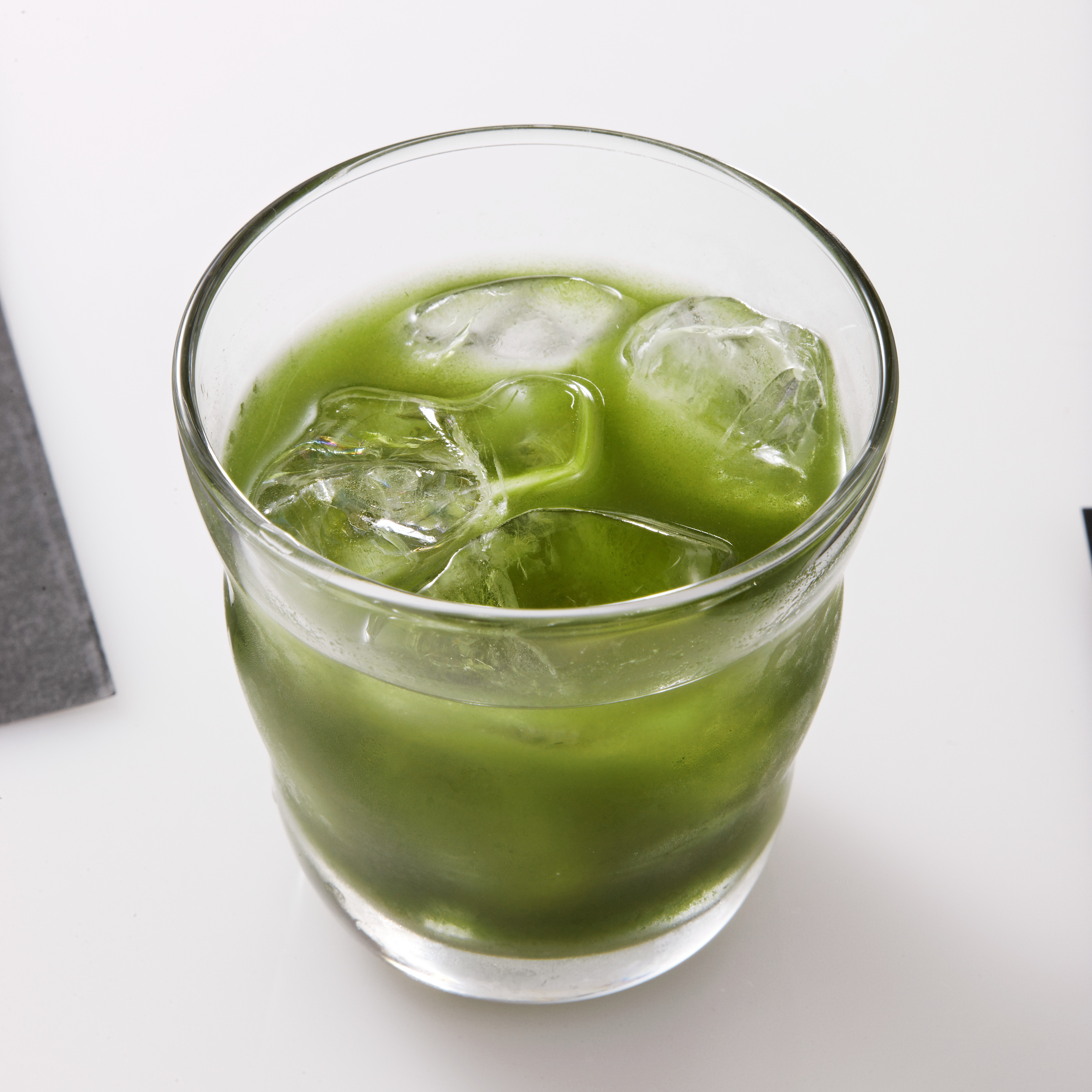
青汁

青汁（あおじる、英: Aojiru, green juice）とは、ケール、オオムギ若葉、アシタバ、モロヘイヤなどの緑葉植物やクロレラなどを細かくくだき、しぼって作る汁をさす。いわゆる健康食品の俗称であり、詳細な定義はない。液体、粉末、サプリメント形状などの青汁製品が販売されており、単一の素材を原材料とするものや複数の素材を混合したもの、その他の野菜や果物を含むものなど、その種類は多岐にわたる。個々の製品によって原材料や含有成分が異なるため、人における有効性や安全性は製品に依存する。ビタミンKを多く含むものがあるため、ワルファリン （抗凝固薬）を服用している場合は注意が必要である。

## 語源
緑色なのに「青」汁としているのは、戦後までの緑と青を区別せず「あお」という言葉を使っていた日本語に基づく用法である。今でも青菜や青リンゴ、青信号のように、緑のものに青という言葉が使われることがある。英語では“green juice“と呼ばれるが、これは日本語の意味をそのまま訳したものである。

## 歴史
野菜汁や果汁を用いる民間療法は、昔から存在した。日本最古の医書『医心方』や漢医方『本草綱目』にも、生葉の汁が出てくる。戦後、アメリカから日本に入り流行したハウザー食も、生野菜や果物のジュースを摂る健康法である。

### 遠藤仁郎
1943年（昭和18年）、戦時中の食糧難の中、当時、大阪女子医学専門学校（現関西医科大学）の教授だった遠藤仁郎が、それまで捨てられていた緑の葉（大根やサツマイモ、里芋の葉や野草）を乾燥させ、食料とすることを考えた。
1944年（昭和19年）、緑の葉をたくさん食べるために、三つ葉をしぼり汁にして飲むことを開始し、夫人が「青汁（あおしる）」と命名する。
1945年（昭和20年）、倉敷中央病院に赴任し青汁を患者にすすめるが、当初はあまり受け入れられなかった。やがてハウザー食のベストセラー本に野菜の生汁の意義が書かれていたこともあり、患者の中で青汁の信奉者が増えていく。
1954年（昭和29年）、園芸書で注目したケールの種をアメリカから送ってもらい、ケールの青汁「遠藤青汁」が誕生する。渋谷には2018年まで遠藤青汁を提供する店があった。今でもこの作り方に従って作ったケール100%の青汁だけを販売する企業が存在する。
1961年（昭和36年）、著書『青汁の効用』がベストセラーになり、「青汁教の教祖」「青汁博士」と呼ばれる。
1962年（昭和37年）、遠藤青汁友の会が乾燥青汁粉末を発売。粉末青汁は、水や牛乳に溶かして飲むだけでなく、クッキーやホットケーキなどの料理に使うこともできる。
1997年（平成9年）、遠藤は97歳で亡くなるまで、青汁の啓蒙活動を続けた。

### キューサイ
1978年（昭和53年）、前身である長谷川製菓株式会社の創始者が体調を崩した際、青汁を飲みこの効果に感銘を受ける。その後、自らと同じように多くの人に効果を実感して欲しいと思った創始者は遠藤仁郎の下を訪れ、青汁のノウハウを学ぶ。
1982年（昭和57年）、長谷川製菓株式会社が、冷凍タイプの「ケール青汁」の販売を開始した。しかし、苦味があるため売れ行きは良くなかった。
1990年、俳優の八名信夫がキューサイのCMに採用され、台本ではなく彼自身が飲んだ感想から、「まずい!もう一杯!」という有名なキャッチフレーズが生まれた。当初、このCMは九州地方で3ヶ月のみの放映予定だったが、評判になったため全国に放映が拡大された。これにより、福岡市に本社を置くキューサイの青汁が、全国に知られるようになる。販売経路は、酒店や化粧品店などの代理店を経由するものだった。2002年、テレビショッピングを開始したが、顧客層は約80%が60歳以上であり、平均年齢は72歳と高い。

### 2000年以降
2000年、化粧品メーカーのファンケルが青汁の大量販売を開始し、20 - 30代の女性にも市場を広げた。販売経路は通販やスーパーなどの冷凍食品売場が中心であり、2005年の青汁市場の規模は500億円を超えていた。
青汁の苦さは有名で、1990年代後半は、『笑っていいとも!』などテレビ番組では青汁をグラスで飲むことが罰ゲームになっていた。2000年代以降に発売された青汁は、品質・食味の改良や多種化が進み、大麦若葉・小松菜・抹茶等を加えて風味を改善したものや、蜂蜜やフルーツエキスを加えて飲みやすくしたものも人気を得るようになった。この背景には、ユーザー層の若返りや青汁のマイナスイメージの打開がある。2010年代になるとさらに、乳酸菌、難消化性デキストリン、キトサンなどの成分を加えて差別化を図った製品が作られるようになる。

### アメリカ
1922年、最初のブレンダーが発売され、1930年代には西海岸の健康食品店が グリーンスムージーの販売を始めた。1937年に発売された家庭用ブレンダーは、病院の食事療法にも使われた。2000年代は、ほうれん草、ケール、セロリ、ブロッコリーなどを使ったグリーンスムージーが人気である。

## 食薬区分
食薬区分においては、「専ら医薬品として使用される成分本質 (原材料)」にも「医薬品的効能効果を標ぼうしない限り医薬品と判断しない成分本質 (原材料)」（非医薬品）にも該当せず、効果効能を表示すると医薬品、医療機器等の品質、有効性及び安全性の確保等に関する法律（薬機法、旧薬事法）に抵触する。また「癌が治る」「血糖値が下がる」「血液を浄化する」といった誇大な医薬品的効果効能表示（店頭や説明会における口頭での説明も含む）を行うと、不当景品類及び不当表示防止法（景品表示法）や健康増進法の規制の対象となる。
青汁に加えたイソフラボンやGABAなどを機能性関与成分とした青汁が、機能性表示食品として届けられている。機能性表示食品とは、国が審査は行わず、事業者が自らの責任において機能性の表示を行うものである。機能性の根拠には、実際の商品を用いた臨床試験ではなく、成分の文献調査を採用した。

## 安全性
個々の製品によって原材料や含有成分が異なるため、安全性は製品によって異なるが、肝機能障害など複数の健康被害の報告がある。同時にいくつもの青汁製品やビタミン、ミネラルなどのサプリメントを併用することは、避けるようにする。
ビタミンK（血液凝固に寄与）を多く含むものはワルファリン（抗凝固薬）の働きを悪くする恐れがあるため、ワルファリンを飲んでいる患者の青汁の摂取は注意が必要である。ワルファリンは、ビタミンKの作用を阻害することで血を固まりにくくする薬であり、納豆、青汁、クロレラなどビタミンK含有量の多い食品を食べると、ワルファリンの働きが弱まって血の塊ができやすくなる恐れがある。
多量摂取により、高カリウム血症を引き起こす場合がある。特に腎疾患患者は注意が必要である。